# Cary (Maine)
Pour les articles homonymes, voir Cary.
Cary est une ancienne ville située dans l’État américain du Maine, dans le comté d’Aroostook, devenue territoire non organisé depuis le 30 juin 2019.

## Géographie
| Linneus (Maine) | Hodgdon (Maine) |  |
|                 | Cary            |  |
|                 | Amity (Maine)   |  |

Cary est en bordure à l'Est de la province de New Brunswick (Canada).

### Environnement
Une partie importante de la Wildlife Management Area « Lt. Gordon Manuel » occupe le secteur nord-ouest de la localité. Cette zone se caractérise par la présence de forêts sèches et de divers habitats humides qui constituent un territoire propice à la chasse et à la pêche. Y foisonnent les cerfs, les élans et toute une variété d'oiseaux aquatiques. La navigation en bateau ou en canoë y est autorisée dans certains secteurs et des rampes de mise à l'eau d'embarcations y ont été aménagées pour le public.

### Climat
Le climat à Cary est de type tempéré froid. Les précipitations y sont importantes, même lors des mois les plus secs. La température moyenne annuelle est de 4,5 °C. La moyenne des précipitations annuelles atteint 1 014 mm.
Le mois le plus chaud dans l'année est juillet avec une température moyenne de 18,9 °C et le mois le plus froid est janvier avec une température moyenne de −11 °C. Il neige à Cary six mois par an, à raison de 11 jours en moyenne par mois en novembre, 24 jours en décembre, 26 jours en janvier, 21 jours en février, 20 jours en mars et 7 jours en avril.
| Mois      | Température minimale moyenne | Température maximale moyenne | Température minimale enregistrée | Température maximale enregistrée |
| --------- | ---------------------------- | ---------------------------- | -------------------------------- | -------------------------------- |
| Janvier   | - 16 °C                      | - 5 °C                       | - 35 °C (1995)                   | 12 °C (2013)                     |
| Février   | - 15 °C                      | - 3 °C                       | - 33 °C (1993)                   | 11 °C (2017)                     |
| Mars      | - 9 °C                       | 2 °C                         | - 30 °C (2001)                   | 25 °C (2012)                     |
| Avril     | - 2 °C                       | 9 °C                         | - 19 °C (2015)                   | 27 °C (1990)                     |
| Mai       | 5 °C                         | 17 °C                        | - 4 °C (2018)                    | 33 °C (1992)                     |
| Juin      | 10 °C                        | 22 °C                        | 0 °C (2018)                      | 33 °C (2003)                     |
| Juillet   | 13 °C                        | 25 °C                        | 4 °C (1992)                      | 34 °C (2018)                     |
| Août      | 12 °C                        | 24 °C                        | 3 °C (2017)                      | 33 °C (1995)                     |
| Septembre | 8 °C                         | 20 °C                        | - 4 °C (2018)                    | 33 °C (2010)                     |
| Octobre   | 2 °C                         | 13 °C                        | - 7 °C (1993)                    | 27 °C (2011)                     |
| Novembre  | - 3 °C                       | 5 °C                         | - 19 °C (1993)                   | 18 °C (1996)                     |
| Décembre  | - 10 °C                      | - 1 °C                       | - 29 °C (1993)                   | 12 °C (2010)                     |

## Histoire
L'ancienne plantation de Cary est issue du canton T11 R1 WELS, appelé aussi « Number 11 ». Son ancien statut de plantation avait été accordé le 5 mars 1895.

### Les premiers pionniers
Le premier pionnier à avoir effectué une coupe de bois dans le canton est John Allen, qui commença en 1825 à créer une clairière dans la partie nord de la localité, connue en 1922 sous le nom de Skidgell Ridge. J. Allen était un vieux soldat anglais qui combattit sous les ordres du duc de Wellington à la bataille de Waterloo (18 juin 1815). J. Allen ne s'établit pas sur son lot car il tomba malade un an après son arrivée. Il fut recueilli par un autre pionnier arrivé en 1825, David Moore, chez qui il vécut jusqu'à sa mort en 1833.
Le premier pionnier à s'être vraiment établi est George Robinson, qui arriva en 1825. Il construisit une grande ferme où il vécut jusqu'en 1842, année lors de laquelle il la vendit aux frères Putnam pour aller vivre à Amity puis à Smyrna. Toujours en 1825, arriva un troisième homme, Robert McFarland qui créa une clairière près du cours d'eau de Meduxnekeag Stream mais ne s'y installa pas. Il vécut un temps chez le cinquième pionnier à être arrivé, Hugh Smith, avant de retourner dans la ville canadienne dont il était originaire, Bay of Chaleur. Le quatrième pionnier, David Moore, venait d'Hodgdon. Il défricha plusieurs lots et construisit un ensemble de bâtiments au sud du canton. Il mourut dans sa maison en 1871.
En 1826 arriva un cinquième homme, Hugh Smith, un Irlandais qui avait émigré à Fredericton (Canada). Il construisit une maison en rondins et une grange en bois et vécut dans sa ferme jusqu'en 1845, date à laquelle il partit s'installer à Amity où il mourut en 1859.
L'année suivante arrivèrent plusieurs émigrés irlandais qui s'étaient installés dans un premier temps dans la province canadienne de New Brunswick : John Reed qui vécut dans le canton jusqu'à sa mort en 1861 ; Hipps Dow, qui y vécut vingt ans avant de s'installer à Bancroft ; James Dow, qui vécut dans la localité jusqu'à sa mort et Jonathan Tracy, qui y resta trente ans avant de retourner au Canada. Edward Dority, quant à lui, émigra directement d'Irlande à « Number 11 » où il mourut en 1845.
Le dernier des pionniers de la première heure à être arrivé dans la localité est Daniel Neal, qui fut le premier pionnier à défricher en 1828 les bois de Linneus. D. Neal construisit une maison en bois de pin « joliment taillé en queue d'aronde » à ses quatre angles, où il vécut pendant dix ans avant de s'installer à Jackson Brook.
Ces premiers pionniers restèrent seuls au milieu de la forêt pendant de nombreuses années dans la mesure où il n'y avait pas de route menant à ce canton. Ils connurent avec leur famille une rude existence.

### Le développement de la localité
Ce n'est qu'en 1842 qu'arrivèrent de nouveaux fermiers dans le canton : les frères Putnam, venus d'Houlton ; Truman Williams, venu d'Hodgdon, rejoint par son père, Ebenezer en 1849 ; James Merrill, tonnelier de métier, et son fils Putnam, un soldat qui servit dans la Sixth Marine Battery. D'autres fermiers suivirent en 1845 et 1846 : ils s'installèrent pour la plupart le long de la route de Calais qui avait été ouverte par Jonah Dunn et son fils Columbus d'Amity.
Le percement de cette route (actuelle U.S.1) permit l'arrivée régulière de nouveaux résidents et en 1880, le canton comptait 413 habitants et cinq écoles.
En 1883, « Number 11 » prit le nom de Cary en hommage à Shepard Cary (1805-1866) qui avait possédé des terres dans ce canton. Né à New Salem, Shepard Cary déménagea à Houlton avec ses parents en 1822. Il fut un grand propriétaire foncier dans ce qui est devenu le comté d’Aroostook et une figure puissante de l’industrie forestière. Ardent défenseur du maintien du Maine dans le giron des États-Unis lors de la Guerre d'Aroostook, il fut membre de la Chambre des représentants de l’État du Maine en 1832 et membre du Sénat de l’État du Maine en 1843.
En 1884, la firme Mansur Bros. d'Houlton construisit un moulin sur le Meduxnekeag Stream, non loin de la route de Calais. Ce moulin était pourvu d'une machine à bardeaux, d'une scie rotative pour le débitage de bois longs et de diverses machines pour la fabrication d'amidon de pomme de terre.
L'histoire de Cary est en partie liée à celle d'Amity, issue du canton voisin appelé « Number 10 » : elle doit son désenclavement à l'œuvre de deux de ses plus éminents résidents, Jonah et Columbus Dunn, elle s'est unie avec cette localité  en 1863 pour créer l'« Amity and no 11 Baptist Church » et plusieurs de ses pionniers s'y sont retirés.

### Le nouveau statut de Cary
Après une procédure qui aura duré trois années, cette plantation a pu voter le 6 novembre 2018 la dissolution de son statut pour redevenir un canton (township) et intégrer le territoire non organisé de l'État du Maine (105 votes pour, 4 votes contre). Une première tentative, en 2016, s'était en effet soldée par un échec. Son nouveau statut est effectif depuis le 30 juin 2019.
Cette démarche des résidents de Cary a été motivée par la diminution persistante de sa population couplée à la hausse croissante de son taux d'imposition qui était en 2018 de 30 dollars par tranche de 1 000 dollars. En 1880, Cary comptait en effet 413 habitants, pour n'en compter plus que 218 au recensement de 2010 et 189 en 2018.
Dans les 100 dernières années, 49 communautés ont quitté leur statut municipal pour des raisons similaires dans le Maine et Cary est donc la cinquantième et la cinquième depuis l'an 2000.

## Politique et administration

### Tendance politique
Le comté, qui votait traditionnellement pour le parti démocrate, a vu cette tendance s'inverser lors de l'élection présidentielle de 2016 avec la répartition suivante :
- Hillary Clinton 38,2%
- Donald Trump 55,4%
- Autre 6,5%.

Cary a pour sa part voté significativement en faveur de Donald Trump : 81 votes (contre 24 en faveur d’Hillary Clinton)

## Source
- (en) Cet article est partiellement ou en totalité issu de l’article de Wikipédia en anglais intitulé « Cary, Maine » (voir la liste des auteurs).